# Jaime Siles
Jaime Siles Ruiz (Valencia, 16 de abril de 1951) es un  poeta, filólogo, crítico literario, traductor y catedrático de filología clásica español.
Jaime Siles formó parte del grupo de los novísimos, determinante en la poesía española a partir de 1970. Aunque ya había publicado algunos poemas en revistas y plaquetas, se dio a conocer sobre todo con su libro Canon. Su juventud fue un verdadero afán por ampliar sus conocimientos. Políglota, erudito y humanista, ha desarrollado su labor intelectual en numerosos ámbitos de la cultura como crítico de literatura, arte y teatro. Como especialista en cultura clásica, ha destacado en al ámbito de la Filología Clásica por sus investigaciones sobre las lenguas prerromanas de la península ibérica, el latín preliterario y arcaico, la literatura latina de época clásica y su pervivencia en la modernidad. Otros campos suyos de investigación han sido la poesía del barroco y la poesía española del siglo XX, con especial dedicación a la de la generación del 27.

## Biografía
Inicia en 1968 sus estudios universitarios de Filosofía y Letras en Valencia, y dos años más tarde se traslada a la Universidad de Salamanca, donde  en 1973 se licencia en Filología Clásica con Premio Extraordinario, doctorándose en la misma Universidad y especialidad en 1976, también con Premio Extraordinario. Su tesis, Léxico de las inscripciones Ibéricas, se considera la primera consagrada íntegramente a una lengua prerromana, el ibérico;  publicada nueve años más tarde, este trabajo ha sido el germen de numerosas investigaciones sobre la lengua ibérica.
Becado por la Fundación Juan March, amplió estudios en la Universidad de Tübingen bajo la dirección de Antonio Tovar (1974-1975). Posteriormente, de 1975 a 1976 trabajó como investigador contratado en el Departamento de Lingüística de la Universidad de Colonia, donde colaboró con Jürgen Untermann en la redacción de los Monumenta Linguarum Hispanicarum.
De 1976 a 1980 fue profesor interino de Filología Latina en la Universidad de Salamanca; de 1980 a 1982, por oposición, profesor titular en la de Alcalá de Henares. En 1983 obtuvo la cátedra de Filología Latina de la Universidad de La Laguna (Tenerife). Ese mismo año fue nombrado Director del Instituto Español de Cultura en Viena y Agregado Cultural en la Embajada de España en Austria. Catedrático Honorario de la Universidad de Viena (1984-1986); Gastprofessor de las Universidades de Graz y de Salzburg (1985 y 1986); Profesor Visitante de las Universidades de Madison-Wisconsin y Bérgamo (1989 y 1990); Profesor de la Universidad de Berna (1990 y 1991); Ordentlicher Professor de la Universidad de St. Gallen (1989-2002) de cuya Facultad de Ciencias de la Cultura ha sido decano (1997-1998); Profesor Visitante de la de Turín y de la Universidad de Ginebra (1996 y 2000-1), entre otras. Actualmente es Catedrático de Filología Latina en la Universidad de Valencia. Ha sido secretario de redacción de la Revista de Occidente, presidente de la Sociedad Española de Estudios Clásicos (2008-2016), director del Aula de Estudios Clásicos de la Institución Alfonso El Magnánimo de la Diputación de Valencia, director del Departamento de Filología Clásica de la Universidad de Valencia, y asesor de cultura en la representación permanente de España ante la Oficina de la Organización de las Naciones Unidas.
A los dieciocho años publicó su primer libro de poesía, Génesis de la luz, que dio inicio a una fecunda y exitosa trayectoria poética, reconocida por  numerosos premios: Premio Ocnos (1973); Premio Nacional de la Crítica (1983); Premio  Internacional Loewe (1989), Premio Internacional Generación del 27 (1999), Premio Jaime Gil de Biedma (2018). Por el conjunto de su obra, ha sido galardonado con el premio Teresa de Ávila (2003), el premio bienal de las Letras Valencianas (2004) y el Premio Andrés Bello (2017); en 2006 obtuvo el Premio José María Pemán de artículos periodísticos. 
Desde 1991 a 1998 ha sido crítico literario del periódico ABC y, desde 1993 hasta 1997, ha cultivado con la crítica teatral en la revista Blanco y Negro; luego en La Razón y en El Cultural de El Mundo, periódico del que también fue columnista; desde marzo de 2005 es crítico literario del periódico ABC. Ha sido distinguido con la Encomienda de la Orden del Mérito Civil (R. D. del 23 de junio de 1990) y la Gran Cruz de Honor por servicios prestados a la República de Austria (1991). Académico de número de la Real Academia de Cultura Valenciana y  académico de número de la Academia Hispanoamericana de Buenas Letras de Buenos Aires (sillón Juan Ramón Jiménez)  y  académico correspondiente de la Real Academia de Bellas Artes de San Carlos , de la Real Academia de la Historia y de la Real Academia de Bellas Artes de San Telmo. En 2013 el Ayuntamiento  de Valencia lo nombró hijo predilecto de la ciudad de Valencia. Y en el año 2014, la Conselleria de Educación, Cultura y Deporte de la Generalidad lo distinguió como el escritor del año. Y también ese mismo año fue nombrado doctor ‘honoris causa’ por la Universidad de Clermont-Ferrand (Francia).

## Obra
Jaime Siles ha sido un poeta muy precoz: con solo 18 años publica su primer poemario, Génesis de la luz, con epílogo de Guillermo Carnero. Desde joven manifiesta un gran interés por los poetas de vanguardia —especialmente Lorca, Alberti, Aleixandre— y muestra de ello es, además de sus prolíficas lecturas, su amistad con Vicente Aleixandre, con el que ha mantenido una abundante correspondencia epistolar que ha sido publicada.  

### Obra poética
- Génesis de la luz, Málaga: Cuadernos de María Isabel, 1969.
- Biografía sola, Málaga: Libreria Anticuaria El Guadalhorce, 1971.
- Canon, Barcelona: Llibres de Sinera-Ocnos, 1973. Premio Ocnos 1973.
- Alegoría, Barcelona: Víctor Pozanco, 1977.
- Poesía 1969-1980, Madrid: Visor, 1982.
- Música de agua, Madrid: Visor, 1983. Premio de la Crítica del País Valenciano y Premio de la Crítica Nacional 1983.
- Poemas al revés, Madrid: El Tapir, 1987.
- Colvmnae, Madrid: Visor, 1987.
- Obra poética 1969-1989. La realidad y el lenguaje, Alcalá de Henares: Servicio Municipal de Archivos y Bibliotecas, 1989 i.e. 1990.
- Semáforos, semáforos, Madrid: Visor, 1990. Premio Internacional Fundación Loewe de Poesía 1989.
- El Gliptodonte y otras canciones para niños malos, Madrid: Austral Juvenil, Espasa-Calpe, 1990: 2a ed. revisada, El Gliptodonte, Valencia: Iglú, 2022.
- Poesía 1969-1990, Madrid: Visor, 1992.
- Himnos Tardíos, Madrid: Visor, 1999. I Premio Internacional Generación del 27.
- Pasos en la nieve, Barcelona: Tusquets Editores, 2004.
- Estado nunca fijo: (antología), Málaga: Área de Cultura, Ayuntamiento de Málaga, 2004.
- Antología Poética, Valencia: Institució Alfons El Magnánim, 2007.
- Colección de Tapices, Departamento de Publicaciones de la Universidad Popular José Hierro, Ayuntamiento de San Sebastián de los Reyes, 2008. Premio Nacional de Poesía José Hierro 2008.
- Desnudos y acuarelas, Madrid: Visor, 2009. XXII Premio Tiflos de Poesía
- Cenotafio: antología poética (1969-2009), Edición, selección e introducción de Sergio Arlandis, Madrid: Cátedra, 2011.
- Horas extra, León: Universidad de León-Everest. I Premio Universidad de León de Poesía, 2011.
- Cántico de disolución (1973-2011) Poemas escogidos. Edición, selección y epílogo de Martín Rodríguez-Gaona. Madrid: Verbum, 2015.
- Vacíos Habitados, AEREA/Selección Personal, RIL Editores, Santiago de Chile, 2017.
- Esta suma de sones sucesivos / Cette somme de sons sucessifs, versión al francés de Henry Gil, Cuadernos de Casa Bermeja (Argentina)-MAGO Editores (Chile), Santiago de Chile, 2017.
- Antología (1969–2014), Granada: Entorno Gráfico, 2017.  Colección O Gato que Ri.
- Galería de rara antigüedad. Madrid: Visor, 2018. XXVIII Premio de Poesía Jaime Gil de Biedma.
- Un yo sin mí. Valencia: Olélibros, 2018. Colección Vuelta de Tuerca.
- Arquitectura oblicua. Sevilla: Fundación José Manuel Lara, 2019. Colección Vandalia.
- El pájaro convexo. Poemas inéditos de Jaime Siles. Imágenes de José María Yturralde. Madrid: Del Centro Editores, 2022. Colección Tríptico n.º 9.
- Doble fondo, Madrid, Madrid: Visor, 2022.
- Desde el fondo del tiempo, El Toro Celeste, 2024.

### Obra poética traducida
- Musik des Schweigens, Gedichte: Spanisch und Deutsch; ausgewält, übertragen und mit einen Nachwort versehen von Hans Hinterhäuser; herausgegeben von roswitha und Horst Heiderhoff, Eisingen: Horst Heiderhoff, 1986.
- Genèse de la lumière. Biographie seule. Canon, Séminaire "Poésie Espagnole Contemporaine et Traduction", École Normale Supérieure, 1988-1989, París: Presses de L'Ecole Normale Supérieure, 1990.
- Ich bin der König aus Rauch, Poesie aus Spanien, Hrsg. Gregor Laschen & Jaime Siles, edition die horen, Bremerhaven, 1991.
- Alfabeto Notturno / Alfabeto Nocturno, Testi Scelti e Tradotti da Emilio Coco, Introduzione di Gabriele Morelli, Bari: Levante Editori, 1991.
- Suite der See. Neueste Gedichte, herausgegeben, übertragen und mit einem Nachwort versehen von Tobias Burghardt, Stuttgart: Edition Delta, 1992.
- Musique d’eau et Columnae, Edition bilingue. Traduction de l’espagnol, préface et postface par Françoise Morcillo, Collection in’hui, Le Cri-Jacques Darras, Bruxèlles, 1996.
- Hymnes tardifs, H. Gil (trad.), Belval: Les Éditions Circé, 2003.
- Duas Janelas / Dos ventanas. Antología de poemas de Jaime Siles. (Nuno Júdice, trad.), Milideias (Évora): Nâo Ediçôes, 2014,
- Actos de habla / Actes de parole. Édition bilingue présentée par François Morcillo; traducition de l’espagnol par Henry Gil, Orléans, Ëditions Paradigme, 2017.

### Libros de ensayo e investigación
- Sobre un posible préstamo griego en ibérico, Valencia: Servicio de Investigación Prehistórica, Diputación Provincial, 1976.
- Diversificaciones, Valencia: Fernando Torres, 1982.
- Introducción a la lengua y a la literatura latinas, Madrid: Istmo, 1983.
- Tratado de ipsidades, Málaga: Begar, 1984.
- Léxico de inscripciones ibéricas, Madrid: Ministerio de Cultura, Dirección General de Bellas Artes y Archivos, 1985.
- Novísimos. Neueste spanische Poesie, St. Gallen: Edition Rosenberg, 1991.
- Mayans o El fracaso de la inteligencia, Valencia: Institució Alfons el Magnànim, 2000.
- Conocimiento del yo y poetización del medio: la poética y la poesía de César Simón, Discurs llegit el dia 1 de juny de 2000 en la seua recepció com acadèmic de numero per l'Ilm. Sr. D. Jaime Siles Ruiz i contestació de l'acadèmic de numero Ilm Sr. D. Xavier Casp Vercher, Valencia: Real Academia de Cultura Valenciana, 2000.
- Más allá de los signos, Madrid: Huerga & Fierro, 2001.
- Poesía y traducción: cuestiones de detalle, Zaragoza: Prensas Universitarias de Zaragoza, 2005.
- Estados de conciencia: ensayos sobre poesía española contemporánea, Madrid: Abada, 2006.
- Bambalina y tramoya, C. Oliva (ed.), Murcia: Servicio de Publicaciones de la Universidad de Murcia, 2006.
- Tramoya y bambalina, Murcia: Servicio de Publicaciones de la Universidad de Murcia, 2008.
- Poesía y filología, Salamanca: Sociedad de Estudios Medievales y Renacentistas (SEMYR), 2011.
- Cinco escritoras, cinco escrituras. Cádiz: Editorial UCA-Universidad de Cádiz, 2019.
- El barroco en la poesía española. Concienciación lingüística y tensión histórica, Madrid: Doncel, 1975, 196 págs.; segunda edición ampliada, Pamplona: Ediciones Universidad de Navarra, 2006; nueva edición, Oviedo: Entre Acacias, Colección Ars Poética, 2019.
- Un Eliot para españoles. Sevilla: Athenaica, 2021.
- Five women writers, five ways of writing. Traducido por Juhl Díaz, Carla; Molina Durán, Jasmine. Cádiz: Editorial UCA, Universidad de Cádiz, 2021. Colección Letra Pequeña, n.º 4.

### Libros traducidos
- Wordsworth: Poemas, Madrid: Editora Nacional, 1976.
- Diez poemas de Paul Celan, Valencia: Septimomiau, 1981.
- El arte en los países socialistas, Madrid: Cátedra, 1982.
- Vocabulario de las instituciones indoeuropeas de Emile Benveniste, Madrid: Taurus, 1983.
- El corazón de piedra: una novela histórica del año 1954 de Arno Schmidt, Madrid: Fundamentos, 1984.
- Experiencia estética y hermenéutica literaria de Hans Robert. Jauss, Madrid: Taurus, 1986.
- Trans-textos, Barcelona: Juan Pastor, 1986.
- Caballo en fuga de Martin Walser, Madrid: Alfaguara,1987.
- El Vendaval de Pere Gimferrer, Barcelona: Península, 1988.
- Un viaje de invierno de Antoni Marí, Barcelona: Península,1989.
- Hebras de Sol de Paul Celan, Madrid: Visor, 1989.
- Matèria dels astres: text bilingüe de Antoni Tàpies-Barba, Barcelona: Península, 1992.
- Experiencia estética y hermenéutica literaria: ensayos en el campo de la experiencia estética de Hans Robert Jauss, Madrid: Taurus, 1992.
- Arde el mar, el vendaval, la luz: primera y última poesía de Pere Gimferrer, Barcelona: Círculo de Lectores, 1992,183-197.
- El tiempo y la habitación de Botho Strauss, Madrid: Centro Dramático Nacional, Teatro María Guerrero, 18 de enero al 27 de febrero de 1996.
- La Balada del viejo marinero / The rime of the ancient mariner de Samuel Taylor Coleridge, Barcelona: Círculo de Lectores, 2002.
- Versos de 1887 de Elisabeth de Austria-Hungría, Málaga: Instituto Municipal del Libro, 2006.
- Trans-textos, La Laguna: Artemisa, 2006.
- Correspondencia:(1951-1970) Paul Celan - Gisèle Celan-Lestrange. Edición de Bertrand Badiou. Con la participación de Eric Celan. Prólogo de Francisco Jarauta. Traducción del francés de Mauro Armiño. Traducción de los poemas en alemán de Jaime Siles, Madrid: Siruela, 2008.
- Los persas de Esquilo, F. Suárez (dir.), Madrid: Teatro Español, 2011.
- Las flores del mal: los poemas prohibidos de Charles Baudelaire, Barcelona: Libros del Zorro Rojo, 2012.
- Mi decir salvaje (Antología 1979-2015) de Franco Buffoni, Edición y epílogo de Valerio Nardoni. Prólogo de Jaime Siles. Traducción de Jaime Siles, Jesús Díaz Armas, Valerio Nardoni y Juan Carlos Reche. Edición bilingüe. València: Pre-Textos, 2020.

### Ediciones
- Antología de Josep Piera, Valencia: Edicions Alfons El Magnànim, Institució Valenciana d'Estudis i Investigació, 1990.
- Studia palaeohispanica et indogermanica J. Untermann ab amicis hispanicis oblata, I.J. Adiego, J. Siles, J. Velaza (ed.), Barcelona: Universitat, D.L. 1993.
- Artículos Selectos de Agustín de Foxá, Madrid: Consejería de Educación: Visor Libros, 2003.
- Antología Poética de Rafael Alberti, Madrid: Espasa-Calpe, 2003.
- Poesía I de Rafael Alberti, Edición de Jaime Siles, Barcelona: Coedición de Editorial Seix-Barral y Sociedad Estatal de Conmemoraciones Culturales, 2003.
- Paraíso cerrado: poesía en lengua española de los siglos XVI y XVII, Barcelona: Galaxia Gutenberg-Círculo de Lectores, 2004.
- Poesía III de Rafael Alberti, Edición de Jaime Siles, Barcelona: Coedición de Editorial Seix-Barral y Sociedad Estatal de Conmemoraciones Culturales, 2006.
- Desde un fracaso escribo: antología poética de José Luis Tejada, Sevilla: Fundación José Manuel Lara, 2006.
- Poesía esencial de Ernestina de Champourcin; introducción y selección de Jaime Siles, Madrid: Fundación Banco de Santander, 2008.
- Movimientos insomnes. Antología poética 1964-2014, de Clara Janés. Selección, introducción y edición de Jaime Siles. Barcelona: Galaxia Gutenberg, 2015.

### Epistolarios
- Cartas a Jaime Siles. Aleixandre, Vicente, Málaga: Centro Cultural Generación del 27, 2006.
- El tiempo y su espuma. Correspondencia personal entre Juan Gil-Albert y Jaime Siles, Valencia: Pre-Textos, 2023.

### Distinciones
- 1990: Encomienda de la Orden del Mérito Civil (R.D. del 23 de junio de 1990).
- 1990: Miembro del Collegium Romanicum de Suiza.
- 1991: Gran Cruz de Honor por los servicios prestados a la República de Austria.
- 2001: Académico Correspondiente de la Real Academia de Bellas Artes de San Carlos.
- 2003: Medalla de Plata a la Emigración.
- 2005: Académico Correspondiente de la Real Academia de Historia.
- 2013: Doctor honoris causa por la Universidad de Clermont-Ferrand.
- 2013: Hijo predilecto de la ciudad de Valencia
- 2017: Académico de Número de la Academia Hispanoamericana de Buenas Letras de Buenos Aires (sillón Juan Ramón Jiménez).
- 2018: Académico Correspondiente de la Real Academia de Bellas Artes de San Telmo (Málaga).
- 2019: “Juglar del año de Fontiveros” (Ávila).
- 2019: Académico de número de la Academia de Juglares de San Juan de la Cruz.
- 2019: Miembro de la Institución Gran Duque de Alba, Sección Filología y Literatura, Excma. Diputación de Ávila.
- 2019: Hijo adoptivo de la ciudad de Fontiveros (Ávila).
- 2019: Socio de honor de la Sociedad Española de Estudios Clásicos.
- 2021: Miembro de honor del Instituto de Estudios Medievales y Renacentistas y de Humanidades Digitales (IEMYRhd) de la Universidad de Salamanca.
- 2024: Académico Correspondiente de la Real Academia de Ciencias, Bellas Letras y Nobles Artes de Córdoba.

### Docencia y gestión pública

#### Puestos docentes desempeñados
- Profesor Agregado Interino de Filología Latina de la Universidad de Salamanca: octubre de 1976 al 30 de septiembre de 1980.
- Profesor Adjunto Numerario de Lengua y Literatura Latinas de la Universidad de Alcalá de Henares: octubre de 1980 a noviembre de 1982.
- Catedrático Numerario de Filología Latina de la Universidad de La Laguna: octubre de 1982 a noviembre de 1990.
- Catedrático Honorario de la Universidad de Viena (1984-1988).
- Gastprofessor de la Universidad de Graz: semestre de verano de 1986.
- Gastprofessor de la Universidad de Salzburgo: semestre de verano de 1986.
- Visiting Professor de la Universidad de Madison-Wisconsin: semestre de invierno de 1989.
- Profesor Invitado de la Universidad de Bérgamo: marzo-abril de 1990.
- Catedrático Numerario de Filología Latina de la Universidad de Valencia. Noviembre de 1990 hasta la fecha.
- Profesor Invitado en el Curso de Doctorado (1993-1994): ‘Análisis del discurso’ de la Universidad Jaume I de Castellón, 1-20 de marzo de 1994.
- Profesor Invitado de la Universidad de Turín: 15 de febrero al 15 de marzo de 1996.
- Gastprofessor de la Universidad de Ginebra: invierno 2000/2001, invierno 2001/2002 y 2002-2003.
- Gastprofessor de la Universidad de Berna: semestre de invierno de 1990, semestre de verano de 1991, semestre de invierno de 1991, semestre de verano de 2002, semestre de verano de 2003, semestre de invierno de 2003/4.
- Ordentlicher Professor de la Universidad de St. Gallen (Suiza): desde octubre de 1989 a septiembre de 2002.
- Profesor en el Programa de Doctorado de Calidad ‘Interculturalidad y Traducción’ ofertado por el Departamento de Filología Moderna de la Universidad de León: 2003-2004, 2004-2005 y 2005-2006.
- Profesor Invitado de la Università degli Studi de Firenze, Dipartimento di Lingue e Letterature Neolatine: semestre de verano de 2006.
- Profesor en el máster de educación secundaria ‘Lenguas y culturas clásicas: Latín y Griego’ en el curso académico 2009-2010, Universidad de Valencia.
- Profesor en el X Curso de Alta Especilización en Filología Hispánica en el Centro de Ciencias Humanas y Sociales del CSIC, Madrid, 1-15 de octubre de 2010.
- Estancia de Investigación en la Universidad de Ginebra (1-28 de febrero de 2011).
- Profesor Invitado de l’Université d’Orléans: semestre de verano 2011 (7-22 de marzo).
- Profesor del máster universitario en Territorio y Paisaje durante el curso académico 2010-2011 en la Facultad de Bellas Artes de la Universidad Miguel Hernández, impartiendo del 18 de abril al 11 de mayo el curso “Historia y evolución estética del paisaje” .
- Profesor Invitado  de l’École Normale Supérieure de Lyon: semestre de verano 2011 (3 de junio-3 de julio).
- Profesor Invitado l’Université Blaise Pascal de Clermont-Ferrand: semestre de verano 2012 (15 de enero-15 de febrero).
- Profesor Invitado l’Université d’Orléans: semestre de verano 2013 (1-31 marzo).
- Profesor Invitado l’Université Marne- La Vallée: semestre de verano 2014 (3 de marzo-4 abril).

#### Gestión pública desempeñada
- Coordinador de Latín y Griego de COU en el distrito universitario de Alcalá de Henares, cursos 1980-81 y 1981-82. Universidad Alcalá de Henares.
- Director del Instituto Español de Cultura en Viena: 1983-1990.
- Agregado cultural en la Embajada de España en Viena: 1986-1990.
- Asesor de cultura en la representación permanente de España ante la ONU y las organizaciones internacionales con sede en Viena: 1987-1990.
- Miembro del grupo de trabajo del proyecto d’Innovació de Convergència Europea de la Facultad de Filología de la Universidad de Valencia durante el curso 2005-2006.
- Director del Aula de Estudios Clásicos de la Excelentísima Diputación de Valencia desde 2011.
- Presidente de la Sociedad Española de Estudios Clásicos, Sección de Castellón y Valencia: 2004-2008.
- Presidente Nacional de la Sociedad Española de Estudios Clásicos: 2008-2016.
- From the Serra Húnter Programme, Miembro del committee for the lecturer in Latin Philology (UB-LE-7033) post, Universidad Central de Barcelona.
- Director del Departamento de Filología Clásica de la Universidad de Valencia: 2004-2006; 2015-2018, 2018-2021.